# 林俊雄
林 俊雄（はやし としお、1949年3月 - ）は、日本の歴史学者・考古学者。創価大学名誉教授。専門は中央ユーラシアの歴史と考古学。東京都中野区出身。

## 略歴
1949年、東京都生まれ。私立桐朋学園高等学校を経て、東京教育大学（現・筑波大学）文学部史学方法論専攻で学んだ。考古学を専攻し、1972年に卒業。東京大学大学院人文科学研究科東洋史学科に進学し、1979年に博士課程を単位取得退学。
1979年4月、古代オリエント博物館研究員に就いた。1985年5月に主任研究員に昇進。1991年4月に創価大学文学部助教授となり、1994年に教授昇格。2019年に創価大学を退任し、名誉教授となった。公益財団法人東洋文庫 研究部研究員を務めている。

## 著作

### 単著
- 『ユーラシアの石人』〈ユーラシア考古学選書〉（雄山閣 2005 / 第2版 2019 ISBN 978-4639026778）
  - 中国語版 『石人考古學:突厥遺緒與歐亞草原的世界』朱振宏[7] 訳（台湾 八旗文化 2022 ISBN 978-6267129821）
- 『グリフィンの飛翔：聖獣からみた文化交流』〈ユーラシア考古学選書〉（雄山閣 2006 ISBN 978-4639019367）
- 『スキタイと匈奴 遊牧の文明』〈興亡の世界史 2〉(講談社 2007 ISBN 978-4062807029）[8][9]
  - 『スキタイと匈奴 遊牧の文明』〈興亡の世界史〉(講談社学術文庫 2017 ISBN 978-4062923903）[2]
  - 中国語版『草原王權的誕生』陳心慧 訳（八旗文化 2019 ISBN 978-9578654426）[10]
- 『遊牧国家の誕生』〈世界史リブレット 98〉（山川出版社 2009 ISBN 978-4634349360）
  - 中国語版『游牧国家的诞生』朱振宏 訳（上海 中西書局 2024 ISBN 978-7547521724）[11]

### 共著・編著
- 『シルクロード歴史地図』（林俊雄 構成・解説, 加藤九祚監修, 池崎功イラスト, 新時代社 1982 NCID BN11510580）

別冊解説：シルクロードの遺跡と出土品(林俊雄). シルクロードの歴史(加藤九祚)
- 『内陸アジア・西アジアの社会と文化』（護雅夫編, 山川出版社 1983 ISBN 978-4634652002）

「匈奴における農耕と定着集落」
- 『中央ユーラシアの世界』〈民族の世界史 4〉（護雅夫・岡田英弘編, 山川出版社 1990 ISBN 978-4634440401）

「草原の民：古代ユーラシアの遊牧騎馬民族」25-58頁.
- 『騎馬民族の謎』（江上波夫・佐原真・埴原和郎・小貫雅男・陳舜臣共著, 読売新聞大阪本社編, 學生社 1992 ISBN 978-4311201677）
- 『日本と世界の考古学：現代考古学の展開』（岩崎卓也先生退官記念論文集編集委員会編, 雄山閣 1994 ISBN 978-4639012160）

「北方ユーラシアの火打金：ウラル以東」352-369頁.
- 『地球と文明の画期』〈講座 文明と環境 2〉（伊東俊太郎・安田喜憲編, 朝倉書店 1996 ISBN 978-4254106527）
  - 新装版 2008年

4.7「草原遊牧文明は成立するか？」160-171頁.
- 『文明の危機：民族移動の世紀』〈講座 文明と環境 5〉（安田喜憲共編, 1996 ISBN 978-4254106558）
  - 新装版 2008年

2.2「遊牧騎馬民族スキタイの侵入」35-48頁.
- 『歴史と気候』〈講座 文明と環境 6〉（吉野正敏・安田喜憲編, 1995 ISBN 978-4254106565）
  - 新装版 2008年

4.1「フン族あらわる」78-92頁.
- 『中華の形成と東方世界‐2世紀』〈岩波講座 世界歴史 3〉（樺山紘一ほか編, 岩波書店 1998 ISBN 978-4000108232）

「草原遊牧文明論」125-149頁.
- 『世界美術大全集 東洋編 15 中央アジア』(田辺勝美・前田耕作編, 小学館 1999 ISBN 978-4096010655）

「草原遊牧民の美術」56-72頁, 336-351頁.
- 『中央ユーラシアの考古学』〈世界の考古学 6〉（藤川繁彦編, 同成社 1999 ISBN 978-4886211774）

第5章「草原世界の展開：中世の中央ユーラシア」263-339頁.
- 『中央ユーラシア史』〈新版 世界各国史 4〉（小松久男編, 山川出版社 2000 ISBN 978-4634413405）

第1章「草原世界の展開」15-88頁.
- 『生産と流通』〈岩波講座 天皇と王権を考える 3〉(網野善彦ほか編, 岩波書店 2002 ISBN 978-4000111935）

「遊牧民族の王権：突厥・ウイグルを例に」115-139頁.
- 『北アジアにおける人と動物のあいだ』（小長谷有紀編, 東方書店 2002 ISBN 978-4497202130）

「ユーラシア草原における馬の埋納遺跡（スキタイ時代以前）」103-157頁.
- 『古代王権の誕生』III：中央ユーラシア・西アジア・北アフリカ編（角田文衞・上田正昭監修, 角川書店 2003 ISBN 978-4045230035）

第1部第3章「中央ユーラシア遊牧民の古墳から見た王権の成立と発展」46-69頁.
- 『鍑(ふく)の研究：ユーラシア草原の祭器・什器』〈ユーラシア考古学選書〉（草原考古研究会編、雄山閣 2011 ISBN 978-4639021742）[14]

「フン型鍑」341-382頁.
- 『環境変動と人間』〈中央ユーラシア環境史 1〉（窪田順平監修・奈良間千之編, 臨川書店 2012 ISBN 978-4653041917）[15]

「ユーラシアにおける人間集団の移動と文化の伝播」164-208頁.
- 『テュルクを知るための61章』〈エリア・スタディーズ 148〉（小松久男編著, 明石書店 2016 ISBN 978-4750343969）

「ビザンツ史料に見えるテュルク：テュルクの外交感覚」189-193頁.
- 『中央ユーラシア史研究入門』（小松久男・荒川正晴・岡洋樹編, 山川出版社 2018 ISBN 978-4634640870）

第1章「騎馬遊牧民の誕生と発展：スキタイ時代から突厥・ウイグルまで」17-32頁.
- 『ユーラシアのなかの宇宙樹・生命の樹の文化史』〈アジア遊学 228〉（山口博監修・正道寺康子編, 勉誠出版 2018 ISBN 978-4585226949）[16]

「ユーラシ草原文化と樹木」47-61頁.
- 『ユーラシアの大草原を掘る：草原考古学への道標』〈アジア遊学238〉（草原考古研究会編, 勉誠出版 2019 ISBN 978-4585227045）

「草原考古学とは何か：その現状と課題」7-35頁.
「ビザンツの貨幣、シルクロードを通ってさらにその先へ：四〜九世紀」バルトゥオーミエイ・シモン・シモニェーフスキ著, 林俊雄訳, 266-278頁.
- 『中央アジアの歴史と現在：草原の叡智』〈アジア遊学 243〉（松原正毅編, 勉誠出版 2020 ISBN 978-4585227090）[17]

「中央アジアにおける土着信仰の復権と大国の思惑：考古学の視点から」
- 『日本の古墳はなぜ巨大なのか：古代モニュメントの比較考古学』（国立歴史民俗博物館・松木武彦・福永伸哉・佐々木憲一 編, 吉川弘文館 2020 ISBN 978-4642093552）

「ユーラシア草原の大型墳墓：草原の古墳時代」20-53頁. 
- 巻末解説『砂漠と草原の遺宝：中央アジアの文化と歴史』〈講談社学術文庫〉（香山陽坪著, 講談社 2021 ISBN 978-4065264423) [5]
- 『神話世界と古代帝国』〈アジア人物史 1〉（姜尚中総監修・青山亨ほか編, 集英社 2023 ISBN 978-4081571017）

第8章「遊牧国家の君主はこうあらねばならぬ - 冷酷にして寛大、先読みは鋭く」445-506頁.
- 『中央ユーラシア文化事典』（編者代表 小松久男, 梅村坦・坂井弘紀・前田弘毅・松田孝一共編, 丸善出版 2023 ISBN 978-4621308066）

### 雑誌論文
- 『古代オリエント博物館紀要』（古代オリエント博物館[19]）
  - 「鮮卑・柔然における農耕と城塞」第5号 1983年, 377-394頁.
  - "Agriculture and Settlements in the Hsiung-nu" 第6号 1984年, 51-92頁.
  - "The Development of a Nomadic Empire: The Case of Ancient Turks (Tuque)" 第11号 1990年, 135-184頁.
  - "Discoveries and Investigations of the Barrows in the Ili Basin"（張玉忠著, 林俊雄訳）第21号 2000年, 37-64頁.
- 「掠奪・農耕・交易から觀た遊牧國家の發展：突厥の場合」『東洋史研究』第44巻第1号、東洋史研究會、1985年6月、110-136頁、doi:10.14989/154102。
- 『創価大学人文論集』創価大学人文学会
  - 「ウイグルの対唐政策」第4号, 111-143頁, 1992年03月. hdl:10911/2740
  - 「突厥の石人に見られるソグドの影響：とくに手指表現に焦点を当てて」第5号, 27-44頁, 1993年03月. hdl:10911/2753
  - 「鞍と鐙」第8号, A53-A97頁, 1996年03月. hdl:10911/2787
  - 「スキタイ時代におけるグリフィン図像の伝播」第10号, 219-249頁, 1998年03月. hdl:10911/2596
  - 「2013年西安発見廻鶻王子墓誌」第26号, 1-11頁, 2014年03月. hdl:10911/4670
  - 「馬の家畜化と騎乗の問題」第35号, 65-118頁, 2023年03月. hdl:10911/00040976
- 『金大考古』金沢大学人文学類考古学研究室 編
  - 「中国史料から見た匈奴の城塞と農耕」第77号, 2019年12月, 102-106頁. doi:10.24517/00057199
  - 「フン時代の考古学(上)：赤色石象嵌製品の考察」第81号, 2022年12月, 75-89頁. doi:10.24517/00069155
  - 「フン時代の考古学(下) : フン型鍑」第82号, 2023年3月, 33-47頁. doi:10.24517/00069162
  - 「ユーラシアの火打金 (一)：西ユーラシア」第84号, 2024年12月, 57-85頁. doi:10.24517/0002002213
  - 「ユーラシアの火打金(二)：7 ～ 8 世紀の朝鮮半島と日本」第85号, 2025年4月，92-95頁. doi:10.24517/0002002960

### 翻訳
- 『ユーラシア』（加藤九祚監修, 伊東一郎と共編, 新時代社）
  - 新1号 1983年 ASIN B09FPKY6HP, ISBN 978-4787400154.

  1. 「中央アジアにおけるウマ信仰」79-105頁.

  - 新2号, 1985年 ISBN 978-4787400178.

  1. 「『李陵の宮殿』、あるいは一つの伝説の終り」2-22頁.
  2. 「中世ロシアの絹織物」109-127頁.
  3. 「日本石器時代の旅」128-131頁.
- 『世界考古学大図典』(田辺勝美監訳, 同朋舎 1987ISBN 978-4810405408)

「スキタイとユーラシア草原」ヴェロニック・シルツ著, 210-225頁.
- 編訳『中世初期ユーラシア草原における馬具の発達』〈馬の博物館叢書〉（根岸競馬記念公苑編, 馬事文化財団 1988[20]）
- 翻訳・監修『ウクライナの至宝展：スキタイ黄金美術の煌めき』（ブレーントラスト編, 2011[21]）

### エッセイ
- コラム〈歴史の風〉「忘れがたいあの一言」『史学雑誌』第130編 第9号[22]（史学会編, 山川出版社 2021）38-40頁. [23][24]

## 参考資料
- 「林俊雄先生の経歴と業績」『創価大学人文論集』31号 退任記念号、創価大学人文学会、2019年3月、4-24頁、hdl:10911/00039745。